# Дитюк Степан Юхимович
Степан Юхимович Дитюк (нар. 1901, місто Валки Харківської губернії, тепер Харківської області  — пом. 1937, розстріляний, Київ) — український радянський і державний діяч. Кандидат в члени ЦК КП(б)У в 1934 — 1937 р.

## Біографія
Народився у бідній селянській родині. З юних років наймитував у поміщиків. Закінчив Валківське вище початкове училище. Працював у конторі споживспілки міста Валки. 
У 1920 році вступив у РКП(б).
З 1920 року — член Валківського повітового комітету комсомолу. У січні — березні 1921 р. — завідувач політосвітнім відділом Валківського повітового комітету комсомолу. У березні — липні 1921 р. — 1-й секретар Валківського повітового комітету комсомолу. З липня 1921 року — 1-й секретар Куп'янського та Ольгопільського повітових комітетів комсомолу. Працював у Харківському губернському комітеті комсомолу. Протягом 3-х років очолював Подільський губернський комітет комсомолу.
Навчався у Вищій партійній школі при ЦК КП(б)У у Харкові. Працював 1-м секретарем Сумського та Житомирського міськпарткомів КП(б)У. У 1932 році — відповідальний інструктор ЦК КП(б)У. Навчався в Інституті Червоної професури, працював завідувачем шкільного відділу ЦК КП(б)У.
У січні 1936 — 1937 р. — 1-й заступник народного комісара освіти Української РСР. У 1937 році арештований, а у серпні 1937 р. — розстріляний.